# Mitch Moreland
Mitchell Austin Moreland (né le 6 septembre 1985 à Amory, Mississippi, États-Unis) est un joueur de premier but des Red Sox de Boston de la Ligue majeure de baseball.

## Carrière

### Rangers du Texas
Joueur à l'Université d'État du Mississippi (Mississippi State University), Mitch Moreland est repêché par les Rangers du Texas en 17e ronde en 2007.

#### Saison 2010
Il fait ses débuts dans les majeures avec les Rangers le 29 juillet 2010 face aux A's d'Oakland. Premier but partant de son équipe, il connaît une soirée de deux en quatre, obtenant son premier coup sûr dans les grandes ligues à sa première présence au bâton face au lanceur adverse Vin Mazzaro. Le 13 août, il réussit son premier coup de circuit au plus haut niveau, aux dépens du lanceur Josh Beckett des Red Sox de Boston
Il frappe 9 circuits et totalise 25 points produits en 47 matchs joués pour Texas durant la saison 2010. Il produit trois points en Série de championnat de la Ligue américaine contre les Yankees de New York, aidant Texas à passer pour la première fois en Série mondiale. Avec une moyenne au bâton de ,462 en cinq parties, Moreland est un des rares joueurs des Rangers à connaître du succès contre les lanceurs des Giants de San Francisco pendant la finale de 2010, perdue par Texas. Son circuit de trois points dans le troisième match de la finale aide grandement son équipe à remporter par le score de 4-2 sa seule victoire de la série. Il s'agissait du premier circuit de l'histoire frappé à Arlington, domicile des Rangers, dans une partie de Série mondiale.

#### Saison 2011

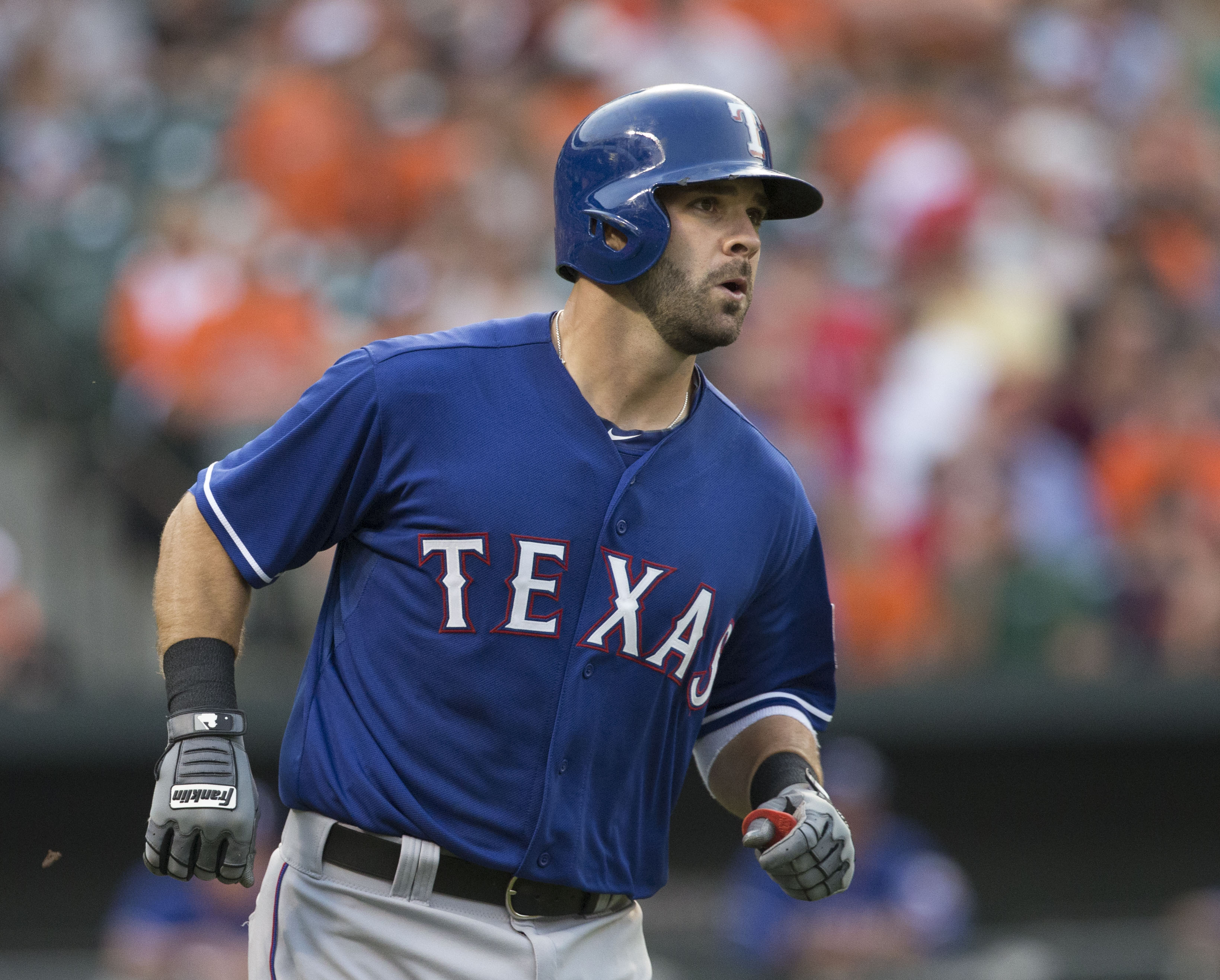
Mitch Moreland en 2015 avec les Rangers du Texas.

Il frappe 16 circuits et totalise 51 points produits pour les Rangers en saison régulière 2011. Il connaît de mauvaises séries éliminatoires avec seulement 3 coups sûrs en 29 présences au bâton pour une moyenne de ,104. Il frappe un circuit et produit deux points dans le deuxième match de la Série de divisions contre les Rays de Tampa Bay et frappe un circuit en solo dans le cinquième match de Série mondiale entre les Rangers et les Cardinals de Saint-Louis.

#### Saison 2012
En 114 matchs des Rangers en 2012, Moreland claque 15 circuits, produit 50 points et maintient une moyenne au bâton de ,275.

#### Saison 2013
Malgré une basse moyenne au bâton de ,232 en 2013, Moreland frappe 20 circuits et produit 60 points. 

#### Saison 2014
En 2014, il est limité à 54 matchs et doit être opéré à la cheville, ce qui le met à l'écart du jeu pour 3 mois.

#### Saison 2015
En 2015, Moreland connaît sa meilleure saison en carrière : il égale son record personnel de 20 circuits, produit 85 points (son meilleur total) et frappe pour ,278 de moyenne au bâton en 132 matchs joués. Ses succès permettent aux Rangers de lui confier sans inquiétude le poste de premier but pour ainsi déplacer Prince Fielder dans le rôle du frappeur désigné.

### Red Sox de Boston
En 2017, Moreland joue pour les Red Sox de Boston.